# Zosterop groc
El zosterop groc (Zosterops flavus) és un ocell de la família dels zosteròpids (Zosteropidae).

## Hàbitat i distribució
Habita manglars, arbusts i bosquets de bambú de les àrees costaneres del nord-oest de Java i sud-est de Borneo.